# Vincent Radermecker
Vincent Radermecker, född 7 maj 1967, är en belgisk racerförare.

## Racingkarriär
Radermecker slutade tvåa i det brittiska F3-mästerskapet 1994 och såg då ut att bli en lovande förare inom flera formelbilsklasser, men han började senare istället tävla i standardvagnsracing.
Radermecker körde i BTCC. Säsongen 1999 körde han för Volvo där han var stallkamrat med Rickard Rydell och 2000 körde han en Vauxhall Vectra. Han kör sedan 2004 i FIA GT.